# イソプレン
イソプレン（isoprene）は構造式CH2=C(CH3)CH=CH2の、二重結合を2つ持つ炭化水素で、ジエンの一種。IUPAC命名法では 2-メチル-1,3-ブタジエン (2-Methyl-1,3-butadiene) と表される。室温では揮発性の高い無色の液体で、ゴムもしくは都市ガスの様な臭気を持つ。可燃性・引火性に富み、特に霧状で大気中に存在すると爆発の危険がある。CAS登録番号は [78-79-5]。消防法に定める第4類危険物 特殊引火物に該当する。
産業のみならず生体物質としても有名ではあるが、場合によっては環境や人体に多大な影響を及ぼす恐れがある。
イソプレンは天然ゴムのモノマーであり、イソプレノイドと総称される天然有機化合物類の共通構造モチーフでもある。イソプレノイドの分子式はイソプレンの倍数であり、(C5H8)nで表される（イソプレン則を参照）。生物システムにおける機能性イソプレン単位は、ジメチルアリル二リン酸 (DMAPP) および異性体のイソペンテニル二リン酸 (IDP) である。
英語の単数形 “isoprene”および“terpene”は本化合物を指すが、複数形の“isoprenes”あるいは“terpenes”はテルペノイド（イソプレノイド）を指す。

## 自然発生
イソプレンは多くの種の木によって生産され、大気中に放出される（主な生産者はオーク、ポプラ、ユーカリ、一部のマメ科植物）。植生によるイソプレンの年間放出量は約600 Tgであり、半分は熱帯広葉樹、残りは低木由来である。これはメタン排出量とおよそ同等であり、大気中に放出される全炭化水素の1/3に相当する。放出後、イソプレンは（ヒドロキシルラジカルのような）フリーラジカルおよびより少ない程度のオゾンによって、アルデヒド、ヒドロペルオキシド、有機硝酸塩、エポキシドといった様々な分子種に変換され、これらは水滴と混じり合いエアロゾルや煙霧の形成を助ける。ほとんどの分野ではイソプレン放出はエアロゾル形成に影響を与えると認められているが、イソプレンがエアロゾルを増加させるか減少させるかについては論争がある。大気に対するイソプレンの二番目に主要な影響は、窒素酸化物 (NOx)の存在下で対流圏オゾンの形成に寄与することである。これは多くの国々における主要な大気汚染の一つである。イソプレン自身は、植物由来の天然物の一つであるため、通常は汚染物質とは見なされていない。対流圏オゾンの形成はほぼ例外なく工業活動から来る高レベルのNOx存在下でのみ可能である。実際に、イソプレンは低レベルのNOx下ではオゾン形成を抑えるという逆の効果を示す。

### 植物からのイソプレン生成
イソプレンは植物の葉緑体内で2-C-メチル-D-エリトリトール-4-リン酸経路（MEP経路、非メバロン酸経路）によって作られる。MEP経路の2つの最終生成物の一つであるジメチルアリル二リン酸 (DMAPP) は、イソプレン合成酵素が触媒する反応によってイソプレンへと変換される。ゆえに、ホスミドマイシンといったMEP経路を妨げる阻害剤はイソプレン形成も妨げる。イソプレンは温度によって劇的に増加し、40 °C前後で最大値に達する。このことから、イソプレンは植物を熱ストレスから防御しているという仮説が提唱されている（後述の熱耐性仮説を参照）。イソプレンの放出はある種のバクテリアでも観察されており、これはDMAPPの非酵素的分解によると考えられている。

#### イソプレン放出の制御
植物におけるイソプレン放出は、基質 (DMAPP) の可用性と酵素（イソプレン合成酵素）活性によって管理されている。特に、イソプレン放出の光、CO2、O2依存関係は基質可用性によって管理されているが、イソプレン放出の温度依存関係は基質量と酵素活性のどちらによっても制御されている。

#### 生物学的役割
イソプレン放出は樹木が非生物的ストレスと闘うために用いる機構であると考えられている。特に、イソプレンはほどほどの熱ストレス（〜40 °C）に対して保護作用を示す。イソプレン放出は葉の温度の大きな変動に対して保護するために植物によって特に使用されていることが提唱されている。
イソプレンは熱ストレスに応答して細胞膜に取り込まれ膜の安定化を助ける。これによって熱ショックに対するいくらかの耐性が与えられる。イソプレンはまた活性酸素 (ROS) に対するいくらかの抵抗性も与える。イソプレン放出植生から放出されるイソプレンの量は、葉の容積、葉の面積、光（特に光合成光量子束密度: PPFD）、葉の温度に依存する。ゆえに、夜間は樹木の葉からはイソプレンはほとんど放出されないが、暑く晴れた日の日中放出はかなりの量、多くのオーク種では25 μg/(g 乾燥葉重量)/時にまでなると予想される。

### その他の生物におけるイソプレン
イソプレンはヒトの呼気で測定可能な最も豊富な炭化水素である。人体におけるイソプレンの生成率は1時間に15 μmol/kgであり、
70 kgの人が1日に作り出すイソプレンは17 mgと推算される。自然環境、食物に低濃度で広く存在している。

## 工業生産
イソプレンは天然ゴムの熱分解によって初め単離された。イソプレンは工業的には、ナフサなどの熱分解の副生成物やエチレン生産の副生成物として容易に得ることができる。年に800,000トンが生産されている。工業的に作られるイソプレンの95%はシス-1,4-ポリイソプレン（人工天然ゴム）の合成に使われる。
天然ゴムはほぼcis-1,4-ポリイソプレンで表すことのできる、10万～100万のイソプレン分子からなる付加重合体である。天然ゴム中には、通常、微量ではあるがたんぱく質や脂肪酸、無機物などが含まれている。天然ゴムの中にはcis-1,4-ポリイソプレンの立体異性体であるtrans-1,4-ポリイソプレンがわずかながら含まれているものもある。

## 構造モチーフとしてのイソプレン
イソプレンは生物システムにおける一般的な構造モチーフである。イソプレノイド（例えばカロテンはテトラテルペンである）は、イソプレンに由来する。またレチノール（ビタミンA）・トコフェロール（ビタミンE）・ドリコール・スクアレンなどもイソプレンから得られる。ヘムAはイソプレノイド尾を持ち、動物のステロール前駆体であるラノステロールはスクアレンに由来する（つまりイソプレン由来）。

## 推薦文献
- Merck Index: an encyclopedia of chemicals, drugs, and biologicals, Susan Budavari (ed.), 11th Edition, Rahway, NJ : Merck, 1989, ISBN 0-911910-28-X
- Poisson, N.; M. Kanakidou, and P. J. Crutzen (2000). “Impact of nonmethanehydrocarbons on tropospheric chemistry and the oxidizing power of the global troposphere: 3-dimensional modelling results”. J. Atmos. Chem. 36 (2):  157–230. doi:10.1023/A:1006300616544. ISSN 0167-7764.
- Claeys, M.; B. Graham, G. Vas, W. Wang, R. Vermeylen, V. Pashynska, J. Cafmeyer (2004). “Formation of secondary organic aerosols through photooxidation of isoprene”. Science 303 (5661):  1173–1176. doi:10.1126/science.1092805. ISSN 0036-8075. PMID 14976309.
- Pier, P. A.; and C. McDuffie (1997). “Seasonal isoprene emission rates and model comparisons using whole-tree emissions from white oak”. J. Geophys. Res. 102 (D20):  23,963–23,971. Bibcode: 1997JGR...10223963P. doi:10.1029/96JD03786. ISSN 0148-0227.
- Poschl, U.; R. von Kuhlmann, N. Poisson, and P. J. Crutzen (2000). “Development and intercomparison of condensed isoprene oxidation mechanisms for global atmospheric modeling”. J. Atmos. Chem. 37 (1):  29–52. doi:10.1023/A:1006391009798. ISSN 0167-7764.
- Monson, R. K.; and E. A. Holland (2001). “Biospheric trace gas fluxes and their control over tropospheric chemistry”. Annu. Rev. Ecol. Syst. 32:  547–576. doi:10.1146/annurev.ecolsys.32.081501.114136.